# Sieć Obywatelska Watchdog Polska
Sieć Obywatelska Watchdog Polska (założone jako Stowarzyszenie Liderów Lokalnych Grup Obywatelskich) – utworzone 28 września 2003 roku polskie stowarzyszenie prowadzące działalność strażniczą. Organizacja zajmuje się m.in. dostępem do informacji publicznej i udzielaniem pomocy prawnej na ten temat. Od 2006 prowadzi portal informacjapubliczna.org (Pozarządowe Centrum Dostępu do Informacji Publicznej).

## Historia
Stowarzyszenie Liderów Lokalnych Grup Obywatelskich zostało założone 28 września 2003 roku (Międzynarodowy Dzień Prawa do Informacji) przez grupę 15 absolwentów kursu prowadzonego przez Fundację im. Stefana Batorego w ramach programu "Przeciw korupcji".
Od 2009 roku Stowarzyszenie posiada status organizacji pożytku publicznego.
W 2012 roku Stowarzyszenie Liderów Lokalnych Grup Obywatelskich zmieniło nazwę na Sieć Obywatelska Watchdog Polska.
W 2023 roku Stowarzyszenie składa się z 62 członków zwyczajnych, w tym jednego członka zawieszonego oraz trzech członków wspierających.
W sierpniu 2025 roku Stowarzyszenie zmieniło adres warszawskiej siedziby i przeniosło się Ursynowskiej 22/2 na Szpitalną 5/5.

## Misja stowarzyszenia
Z Raportu na 15-lecie Watchdog Polska:
„Chcemy, aby obywatele* korzystali ze swoich praw, czyli:
- pytali o ważne dla nich sprawy – dotyczące zdrowia, edukacji, ochrony środowiska czy zagospodarowania przestrzennego, za które odpowiedzialne są instytucje publiczne;
- znali swoje prawa zawarte w Konstytucji, ustawach oraz statutach gmin i sołectw, zwłaszcza te, które dotyczą przekazywania władzom swoich oczekiwań i kształtowania swojego otoczenia, włączając w to wydatkowanie środków publicznych i tworzenie prawa;
- chcieli i umieli egzekwować swoje prawa, współpracując na równych zasadach z władzami, organizując się, kontrolując władze, skarżąc i korzystając z gwarantowanych wolności.

Chcemy, aby władze publiczne i inne zobowiązane podmioty realizowały prawo. Interesują nas szczególnie prawa związane z:
- udostępnianiem informacji publicznej i poddawaniem się przez władzę kontroli społecznej;
- prawidłowym zarządzaniem środkami publicznymi;
- wykorzystywaniem instrumentów wpływania obywateli na realizowaną politykę i decydowania o swoim najbliższym otoczeniu”.

* słowa „obywatel” używamy umownie – w naszym rozumieniu dotyczy ono wszystkich kobiet i wszystkich mężczyzn, niezależnie od formalnego posiadania obywatelstwa.

## Działania
W ramach swoich działań Stowarzyszenie: 
- uczy o prawach oraz o tym, jak być watchdogiem. Robi to na wiele sposób – poprzez dedykowaną stronę: informacjapubliczna.org[12], a także organizując spotkania w całej Polsce.
- sprawuje codzienną kontrolę obywatelską poprzez składanie wniosków o informację publiczną i pytanie o tematy pojawiające się w publicznej debacie i budzące zainteresowanie mediów.
- monitoruje wybrane obszary życia publicznego. Przykładem takiego działania jest monitoring jawności nagród w samorządach czy monitoring szpitali pod kątem obowiązku publikowania protokołów z kontroli.
- inicjuje sprawy sądowe. Jeśli instytucja zobowiązana do odpowiedzi na wniosek o informację publiczną nie realizuje go, Stowarzyszenie wkracza na drogę sądową.
- prowadzi bezpłatne poradnictwo prawne, udzielając rocznie ok. 2000 porad prawnych z zakresu dostępu do informacji publicznej, funduszu sołeckiego i regulacji dotyczących wpływania na decyzje rządzących, zarówno na poziomie centralnym jak i lokalnym[13].
- organizuje obchody Międzynarodowego Dnia Powszechnego Dostępu do Informacji.

## Struktura organizacyjna Stowarzyszenia:[14]
I. Władze Stowarzyszenia:
- Walne Zebranie Członków
- Zarząd Stowarzyszenia
- Komisja Rewizyjna

II. Komisja Etyki
III. Biuro Stowarzyszenia

## Ważne sprawy sądowe
W ciągu 15 lat swojej działalności Sieć Obywatelska Watchdog Polska uczestniczyła w około 650 sprawach sądowych dotyczących prawa do informacji. Niektóre z nich miały przełomowe znaczenie, poniżej lista ważnych spraw sądowych Sieci Obywatelskiej Watchdog Polska.
1. Jawność danych dotyczących nazwisk zleceniobiorców instytucji publicznych (Wyrok SN z 8 listopada 2012, I CSK 190/12)[15]
2. Prawo do sądu w sprawach o dostęp do informacji publicznej (Postanowienie składu Siedmiu Sędziów NSA z 21 marca 2016, I OPS 3/15)[16]
3. Stwierdzenie niekonstytucyjności artykułu ustawy o dostępie do informacji publicznej wprowadzonego w 2011 w sposób niezgodny z zasadami legislacji (wyrok TK z 18 kwietnia 2012, K 33/11)[17]
4. Jawność działalności partii politycznych (Wyrok NSA z 18 grudnia 2014, I OSK 611/14)[18]
5. Tarcza antykorupcyjna (Wyrok NSA z 17 czerwca 2011, I OSK 491/11)[19]
6. Jawność procesu legislacyjnego, czyli o projekcie ustawy o Trybunale Konstytucyjnym (wyrok NSA z 10 stycznia 2014, I OSK 2213/13)[20]
7. Jak nie przeprowadzać konsultacji z mieszkańcami (wyrok NSA z 5 listopada 2015, II OSK 518/14)[21]
8. Imiona i nazwiska osób uczestniczących w zebraniu wiejskim (wyrok NSA z 6 grudnia 2012, I OSK 2021/12)[22]
9. Polski Związek Piłki Nożnej nie może lekceważyć obowiązków jawnego działania. O transparentnym działaniu tych, którzy korzystają z pieniędzy publicznych (postanowienie NSA z 26 lipca 2012, I OZ 524/12)[23]
10. Jawne wynagrodzenia członków gabinetu politycznego ministra (wyrok NSA z 20 maja 2016, I OSK 3238/14)[24]
11. Jawność konkursów publicznych (wyrok WSA w Warszawie z 11 grudnia 2012, II SAB/Wa 395/12)[25]
12. Nagrania z kamer straży marszałkowskiej sprzed sejmu jawne (Wyrok NSA z 22 października 2019)[26]

## Źródła finansowania
Działania Stowarzyszenia finansowane są z następujących rodzajów źródeł:
- 1% podatku od podatników
- darowizny od osób fizycznych i przedsiębiorców
- składki członkowskie
- działalność gospodarcza
- dotacje od polskich i zagranicznych fundacji prywatnych
- międzynarodowe i zagraniczne środki publiczne

Z dokładnymi kwotami pochodzącymi z poszczególnych źródeł można zapoznać się w Biuletynie Informacji Publicznej Stowarzyszenia.
Ze względu na stale prowadzoną kontrolę instytucji publicznych, Stowarzyszenie nie stara się o dotacje rządowe ani samorządowe.

## Publikacje
- Szymon Osowski, „Nadużywanie” prawa do informacji – analiza krytyczna[28].
- Mateusz Bogucki, Szymon Osowski, Analiza aktów wydanych przez Samorządowe Kolegia Odwoławcze[29].
- Szymon Osowski,„Dokument wewnętrzny” krytyczna analiza orzecznictwa sądów administracyjnych w zakresie określania niedostępnej „strefy wewnętrznej” w działaniach administracji[30].
- Mateusz Bogucki, Szymon Osowski, Analiza funkcjonowania przepisów karnych-art. 23 ustawy o dostępie do informacji publicznej[31].
- Szymon Osowski, Informacja publiczna przetworzona jako ograniczenie prawa do informacji publicznej.
- Krzysztof Izdebski, Granice jawności. Orzecznictwo w sprawie ograniczeń wynikających z innych ustaw[32].
- Krzysztof Izdebski, Międzynarodowe standardy jawności. Wybrane polskie propozycje zmian w zakresie prawa do informacji na tle międzynarodowych rozwiązań[33].
- Glosy wybranych orzeczeń dotyczących prawa do informacji, pod redakcją Szymona Osowskiego i Bartosza Wilka[34].
- Glosy wybranych orzeczeń dotyczących prawa do informacji II, pod redakcją Bartosza Wilka[35].
- Paula Kłucińska, Przejrzystość konsultacji w ramach procesu Universal Periodic Review (UPR)[36].
- Prawa są do używania. Przewodnik dla tych, którzy chcą mieć wpływ na to, co się dzieje w gminie[37].
- Karol Mojkowski, Zdrowe zęby demokracji. Lokalne doświadczenia kontroli obywatelskiej[38].
- Martyna Bójko, Roksana Maślankiewicz, Psychiatria dzieci i młodzieży. Raport[39].